# Lawrence (Indiana)
Lawrence – miasto w Stanach Zjednoczonych, w stanie Indiana, w hrabstwie Marion.